# Klášter dominikánek (Brno)
Klášter dominikánek je zaniklý klášter na Starém Brně v Brně. Jeho součástí byl kostel svaté Anny. Celý komplex sloužil po zrušení kláštera v roce 1782 jako zaopatřovací ústav a v roce 1864 byl zbořen a nahrazen zemskou nemocnicí.

## Historie
V roce 1312 daroval král Jan Lucemburský, na podnět své manželky Elišky, dominikánkám pozemky na předměstí Brna, u cesty, dnešní Pekařské ulice, vedoucí na Staré Brno. Jednalo se o tzv. Královskou zahradu s ovocným sadem, dvorem, věží a zahradou. V následujících letech zde vznikl konvent, jehož sestry zpočátku žily v provizoriu. Stavba kláštera, zvaného Hortus regis (tj. Královská zahrada) s kostelem svaté Anny byla zahájena v roce 1317. Konvent byl úzce spjat s pány z Lomnice, kteří se o něj starali až do poloviny 16. století. První převorkou se stala vdova po Tasovi z Lomnice, Kateřina, která také klášteru darovala jeho počáteční majetek: patronáty nad dvěma kostely a pět vesnic. V polovině 16. století získala klášter panovnická komora. Za obléhání Brna v roce 1645 byl areál poškozen, v dalších letech se ale dočkal oprav a dalšího rozšiřování. Zrušen byl za josefinských reforem v roce 1782, kdy v něm žilo 32 chórových a 6 laických sester, a jeho majetek připadl státnímu náboženskému fondu. Do areálu byl následně přestěhován vojenský špitál, ale už od roku 1786 zde fungoval zaopatřovací ústav, dnešní Fakultní nemocnice u sv. Anny. Komplex byl postupně upravován pro nemocniční účely, nicméně v polovině 19. století již nárokům nevyhovoval. Budovy kláštera a kostela byly v roce 1864 zbořeny a v letech 1865–1868 nahrazeny novorenesanční nemocnicí od Theophila Hansena.
Klášter se nacházel v dolní části dnešní Pekařské ulice, v místě nynější Fakultní nemocnice u sv. Anny. Společně s nejbližším okolím vytvářel předměstskou část zvanou U Svaté Anny. Bočním průčelím se do ulice Pekařské (u křižovatky s Anenskou) obracel klášterní kostel svaté Anny, na který jižním směrem navazovala původní kvadratura konventu. V průběhu staletí byl areál rozšiřován, takže v 19. století ho tvořily celkem tři uzavřené dvory. Části zdiva kostela a přilehlých částí byly zřejmě v 60. letech 19. století zakomponovány do budovy nové nemocnice, kde tvoří levý vstupní trakt. Rovněž mírné zalomení průčelí nemocnice je pozůstatkem původního půdorysu kláštera.

## Seznam převorek
Seznam představených svatoanenského kláštera je vzhledem k nedostatku klášterních spisů neúplný. Představená kláštera byla původně volena na tři roky.
| Jméno představené                                  | Od roku (nebo zmínka) | Do roku (nebo zmínka) | Datum úmrtí        |
| -------------------------------------------------- | --------------------- | --------------------- | ------------------ |
| Kateřina z Deblína, vdova po Tasovi z Lomnice      | 1317                  |                       |                    |
| Elisabetha (Eliška), dcera Vznaty z Lomnice        | 1339                  |                       |                    |
| Katharina od Bolky, vdova po Matoušovi z Štemberka | 1381                  |                       |                    |
| Anna z Lomnice                                     | 1437                  | 1454                  |                    |
| Katharina                                          | 1437                  | 1466                  |                    |
| Euphemia zvaná Gosthauserová (Gasthausserin)       | 1480                  | 1510                  | 24. května 1510    |
| Eliška z Lomnice                                   | 1490                  |                       |                    |
| Cecilia                                            | 1512                  | 1514                  |                    |
| Columbina                                          | 1517                  | 1522                  |                    |
| Benedicta                                          | 1526                  |                       |                    |
| Lucia                                              | 1531                  |                       |                    |
| Veronika                                           | 1538                  | 1542                  |                    |
| Cordula                                            | 1547                  | 1550                  |                    |
| Uršula                                             | 1554                  |                       |                    |
| Alžběta                                            | 1555                  |                       |                    |
| Alena (Helena) Millauer                            | 1557                  | 1571                  |                    |
| Anna                                               | 1574                  |                       |                    |
| Klara Šupek nebo Čežka                             | 1574                  | 1580                  | 4. října 1581      |
| Barbara von Woltersdorf                            | 1581                  | 1583                  |                    |
| Anna Lipenska von Gross Lipna                      | 1586                  | 1592                  | 30. března 1593    |
| Marina Čapek                                       | 1593                  | 1594                  |                    |
| Mariana Hájková                                    | 1601                  |                       |                    |
| Margareth Tybaltinská (Tymbaltinská) z Želušic     | 1607                  | 1611                  |                    |
| Anna Brigitta Wodnička                             | 1615                  | 1616                  |                    |
| Anna Těšanská                                      | 1617                  |                       |                    |
| Alena Freidhoferová z Mikulova                     | 1627                  | 1636                  |                    |
| Margareth Dašikowna                                | 1641                  |                       |                    |
| Helena Katharina Güntherová                        | 1644                  | 1664?                 |                    |
| Anna Barbara Pflingnerová (Pflieglová)             | 1659                  | 1664                  |                    |
| Franziska Scheithaufová (Schaidtauf)               | 1690                  | 1691                  | 16. dubna 1705     |
| Theresia Katharina Glodfelder (Glattfelderová)     | 1705                  | 1708                  | 26. června 1735    |
| Maria Eleonora Gröschlová                          | 1710                  |                       | 3. května 1745     |
| Albertina Franziska Schöllingerová (Schillingová)  | 1715                  | 1716                  | 4. dubna 1731      |
| Beatrix Luxenthalová                               | 1725                  | 1732                  | 15. května 1732    |
| Bonaventura Graffová                               | 1733                  |                       | 15. listopadu 1742 |
| Brigitta Baderová?                                 | 1747                  |                       | 5. června 1753     |
| Maria Anna od Srdce Ježíšova Zellnerová            | 1752                  |                       | 2. prosince 1758   |
| Maria Josefa od Ježíše Winklerová                  | 1775                  |                       | 11. června 1793    |
| Anna Štefana Schneiderová                          |                       | 1782                  | 4. ledna 1801      |